# Три гимнопедии
«Три гимнопедии» (фр. Trois gymnopédies), или просто «Гимнопедии» (фр. Gymnopédies) ― это три фортепианные композиции, написанные французским композитором Эриком Сати. Автор завершил все три пьесы ко 2 апреля 1888 года, но сначала они были опубликованы по отдельности: первая и третья ― в 1888 году, а вторая ― в 1895 году.
Третья и первая «гимнопедии» в феврале 1897 года были оркестрованы Клодом Дебюсси. Клод заявил, что вторая «гимнопедия» оркестровке не поддаётся.

## История создания
Источником вдохновения Сати на создание «Гимнопедий» часто называют символистские картины Пьера Пюви де Шаванна.

## Структура
Каждая «гимнопедия» написана в размере 3
4.
| Номер гимнопедии | Характер                                   | Тональность       |
| ---------------- | ------------------------------------------ | ----------------- |
| 1                | Lent et douloureux (Медленно и болезненно) | Ре мажор/ре минор |
| 2                | Lent et triste (Медленно и грустно)        | До мажор          |
| 3                | Lent et grave (Медленно и тяжело)          | Ля минор          |

В мелодиях пьес используются преднамеренные, но мягкие диссонансы, производящие пикантный меланхолический эффект. Первые несколько тактов «Гимнопедии № 1» (они показаны ниже) состоят из чередующейся последовательности двух мажорных септаккордов, первый на субдоминанте соль, а второй ― на тонике ре.

## Комментарии
1. ↑  Когда Дебюсси два года спустя опубликовал оркестровые партитуры, он изменил нумерацию, так что первая «гимнопедия» стала третьей, и наоборот.